# Kaple Narození Páně (Horky nad Jizerou)
Kaple Narození Páně v Horkách nad Jizerou (někdy udávána jako Kaple Narození Panny Marie) je centrální rokoková (pozdně barokní) kaple na kruhovém půdorysu z roku 1762. Je chráněna jako kulturní památka České republiky.

## Historie
Nachází se uprostřed obce, ve stísněném prostoru mezi silnicí a patou schodiště ke kostelu sv. Mikuláše a byla postavena díky úsilí místního faráře Františka Rüppela. Dispozičně má charakter románské rotundy.

## Architektura
Kaple je centrální, kruhová s hlubokou apsidou. Je členěná pilastry a prolomena kasulovými okny. Má zvlněnou předsíň, která je členěná pilastry s čabrakami, v níž je rozeklaný štít s otvorem pro zvon. V klenbě má placku.

## Zařízení
Vnitřní vybavení kaple je různorodé, většinou z 18. a 19. století. Na hlavním oltáři je obraz Narození Páně z 1. poloviny 19. století. Obraz sv. Antonína od J.F. Leubnera pochází z 2. poloviny 18. století. Kaple, koncem osmdesátých let 20. století velmi zchátralá, ale v roce 1991 byla opravena.